# Ledøje-Smørums kommun
Ledøje-Smørums kommun var en kommun i Köpenhamns amt på Själland i Danmark. Kommunen bildades genom danska kommunreformen 1970 då Ledøje och Smørum slogs samman. Den 1 januari 2007 slogs den samman med Stenløse kommun och Ølstykke kommun till Egedals kommun i Region Hovedstaden. Den nya kommunen har en yta på 125,79 km².